# Francisco de Araújo Lima
Francisco de Araújo Lima (1819 — ?) foi um político brasileiro. Foi presidente da Província da Paraíba de 18 de maio de 1861 e 17 de fevereiro de 1864.